# Brunlanes kommun
Brunlanes kommun (norska: Brunlanes kommune) var en kommun i Vestfold fylke i sydöstra Norge. Kommunen omfattade den sydvästra delen av nuvarande Larviks kommun (ett område väster om staden Larvik). Byn Tanum utgjorde kommunens centralort.

## Administrativ historik
Brunlanes kommun upprättades den 1 januari 1838 (som Brunlagnæs formannskapsdistrikt) när Formannskapslovene från 1837 trädde i kraft.
Mellan 1855 och 1969 genomfördes ett antal gränsregleringar med grannkommuner:
- 1 januari 1855: bebott område (100 invånare) till Larviks kommun (möjligtvis var det från Hedrums kommun?)
- 1 januari 1875: bebott område (4 invånare) till Larviks kommun
- 23 juni 1883: bebott område (22 invånare) till Staverns kommun
- 1938: bebott område (28 invånare) till Staverns kommun
- 1949: bebott område (13 invånare) till Staverns kommun
- 1 januari 1964: bebott område (Enigheten, Høyberg och Skavåsen med 12 invånare) till Porsgrunns kommun
- 1 januari 1969: bebott område (4 invånare) till Staverns kommun

Den 1 januari 1988 gick Brunlanes kommun upp i Larviks kommun. Kommunens hade då 8 138 invånare.

## Kommunvapen
Blasonering: I blått tolv sølv mynter, 3–4–5.
(I blått fält tolv bysantiner av silver 3 + 4 + 5.)
Kommunvapnet godkändes genom kunglig resolution den 29 augusti 1985.